# Kaisa Varis
Kaisa Varis, née le 21 septembre 1975 à Ilomantsi, est une biathlète et ancienne fondeuse finlandaise. S'étant d'abord illustrée en ski de fond avec notamment une médaille mondiale et deux victoires en coupe du monde, Varis est suspendue pour dopage en 2003. Elle se lance dans le biathlon en 2007, sport dans lequel elle remporte rapidement un premier succès en coupe du monde. Cette reconversion est cependant entachée par un nouveau contrôle antidopage positif qui entraîne une suspension à vie et l'annulation de l'ensemble de ses résultats obtenus après ce test (dont sa première victoire).

## Biographie

### Carrière de fondeuse
La Finlandaise participe à sa première épreuve de coupe du monde de ski de fond en 1996 à Lahti. Elle marque ses premiers points lors de son quatrième départ grâce à une 27e place obtenue à Oslo en mars 1998. Lors de la saison 1999/2000, la fondeuse finlandaise enchaîne des premières figurations dans le top-10 puis un premier succès en coupe du monde conquis à Moscou sur un 15 km en style libre (elle devance l'Estonienne Kristina Smigun). Elle obtient quatre autres podiums au cours de la saison, des résultats lui permettant de terminer l'année au 8e rang mondial.
L'année suivante, après une seconde victoire en coupe du monde, elle obtient la médaille de bronze lors des championnats du monde de ski nordique 2001 se tenant à Lahti. Troisième lors de l'épreuve du relais 4 × 5 km, le quatuor finlandais au sein duquel figure Kaisa Varis est disqualifié après que l'une de ses autres membres, Virpi Kuitunen, ait été contrôlée positive. Lors des Jeux olympiques de 2002 organisés à Salt Lake City, elle ne réalise pas mieux qu'une quatrième place sur le 15 km départ groupé en départ groupé (elle échoue à moins d'une 1/2 seconde de la troisième place obtenue par la Russe Julija Tchepalova). 
Kaisa Varis est à son tour prise dans la tourmente du dopage lorsqu'elle est contrôlée positive à l'EPO lors des Mondiaux 2003 organisés à Val di Fiemme. Privant le relais féminin finlandais d'une médaille d'argent, elle est suspendue deux années par la Fédération internationale de ski. Malgré un bref retour en coupe du monde fin 2005 (tout de même ponctué par une victoire en relais), elle décide de se consacrer au biathlon en 2006.

### Carrière de biathlète
Kaisa Varis fait sa première apparition en coupe du monde de biathlon en mars 2007 lors de l'étape de Kontiolahti (Finlande). Dès sa troisième course au début de la saison 2007/2008, Varis réalise son premier top 10 sur un sprint (5e). Le 11 janvier 2008, la Finlandaise crée la sensation en remportant le sprint de Ruhpolding (Allemagne), son premier podium en coupe du monde de biathlon, en devançant la Russe Svetlana Sleptsova grâce à un sans-faute au tir et en signant le meilleur temps de ski. Elle devient ainsi la première biathlète finlandaise à remporter une épreuve de coupe du monde. Ce résultat sera cependant annulé un mois plus tard. En effet, Varis est contrôlée positive à la suite d'un test antidopage effectué quelques jours auparavant à l'issue de l'épreuve de mass start du 6 janvier 2008 à Oberhof (Allemagne). L'analyse révèle la présence d'EPO dans l'urine de Varis, substance qui avait déjà été décelée en 2003 lors de son premier contrôle positif. Niant tout usage de produit dopant, Kaisa Varis demande une contre-expertise. Le 31 janvier 2008, l'Union internationale de biathlon annonce que l'analyse de l'échantillon B confirme les conclusions initiales. Convaincue de dopage pour la seconde fois de sa carrière, la Finlandaise encourt donc une suspension à vie. Conformément aux règles de l'Agence mondiale antidopage, l'Union internationale de biathlon prononce une suspension à vie à l'égard de la sportive le 11 février 2008 et annule l'ensemble de ses résultats obtenus à partir du contrôle positif du 6 janvier (dont sa victoire à Ruhpolding).

## Palmarès

### Ski de fond

#### Jeux olympiques
- Salt Lake City 2002 :
  - 4e au 15 km, 23e au sprint, 12e à la poursuite 10 km et 7e en relais.

#### Championnats du monde
- Championnats du monde de ski nordique 2001 à Lahti (Finlande) :
  -  Médaille de bronze sur l'épreuve du 15 km.

#### Coupe du monde
- Classement général final par saison :
  - 71e en 1998, 34e en 1999, 8e en 2000, 12e en 2001, 25e en 2002, 26e en 2003, 70e en 2006.
- 9 podiums individuelles dont 2 victoires en carrière :
  - Saison 1999/2000 : 15 km style libre à  Moscou.
  - Saison 2000/2001 : 5 km style libre à  Beitostølen.
- 3 podiums en équipes dont 1 victoire en carrière.

### Biathlon

#### Coupe du monde
- 1 victoire individuelle.
  - Résultat annulé en raison d'un contrôle antidopage positif.